# Cannon Spike
Cannon Spike, в 2000 году изданная разработчиком Psikyo в Японии для аркадных автоматов под именем Gunspike (ガンスパイク, Gansupaiku), это аркадная игра в жанре мультинаправленный shoot 'em up с элементами bullet hell. Позднее, в 2001 году была издана Capcom для платформы Dreamcast. Cannon Spike схожа с другими аркадными играми своего жанра, такими как Smash TV или Commando, однако с большим уклоном на битвы с боссами.
Название игры Cannon Spike происходит от названия специальной атаки, исполняемой Cammy, персонажем серии игр Street Fighter, а также персонажем самой Cannon Spike.

## Списокигровых персонажей
Игра насчитывает семь игровых персонажей, шесть из которых заимствованы из других игр Capcom:
- Arthur — заимствован из игры Ghosts 'n Goblins.
- Baby Bonnide Hood (Bulleta в японской версии) — заимствована из игры Darkstalkers (скрытый персонаж).
- Cammy — заимствована из серии игр Street Fighter.
- Charlie (Nash в японской версии) — заимствован из cерии игр Street Fighter.
- Mega Man (Rockman в японской версии) — заимствован из серии игр Mega Man (скрытый персонаж).
- Shiba Shintaro — заимствован из игры Three Wonders.
- Simone — оригинальный персонаж, не встречается более ни в одной игре Capcom.

## Управление

### Аркадная версия
В аркадной версии игры для управления персонажем используется джойстик и три кнопки. Джойстик регулирует направление движения (а вместе с ним и направление прицела) игрового персонажа, одна из кнопок используется, чтобы зафиксировать прицел на ближайшем к прицелу противнике, вторая кнопка используется для стрельбы, третья для атаки в ближнем бою. Комбинации кнопок дают дополнительные возможности. Так, например, нажатие второй и третьей кнопки одновременно позволяет провести особую атаку, а нажатие всех трёх кнопок провоцирует супер-атаку.

### Dreamcast версия
Направление движения и прицела персонажа регулируется джойстиком, фиксирование на противнике осуществляется зажатием правого триггера, исполнение супер-атаки — зажатием левого триггера. Все остальные атаки выполняются четырьмя кнопками A, B, X и Y.

## Геймплей
Большая часть игры делится на несколько небольших уровней, состоящих из двух частей. В первой части уровня игроку предстоит сразиться со вступительным боссом, а во второй части — с заключительным боссом. Вступительные боссы приходят только после того, как игрок уничтожит почти всех прислужников в этой части уровня.
Прислужники различны для каждого уровня, в одних они все присутствуют с самого начала уровня, а в других они появляются волнами. Умирая, прислужники иногда будут оставлять после себя бонусы:
- Зелёные пилюли — восполняют небольшую часть очков здоровья игроку.
- Коробки с лекарствами — повышают максимальных предел здоровья игрока.
- Супер-бонусы — красные бонусы с буквой «S» в центре. Каждый такой бонус даёт возможность один раз использовать супер-атаку.

Некоторые боссы сами способны рождать прислужников.
После победы над вступительным боссом, игрок переносится в следующую часть уровня, где ему сразу предстоит сразиться с заключительным для этого уровня боссом. Помимо босса на уровне периодически появляются прислужники.
Также есть пять финальных боссов игры, порядок которых постоянен.
Несмотря на случайный выбор самого первого уровня игры (а вместе с ним и первого босса), в каждом прохождении игроку предстоит пройти через все существующие в игре уровни и победить всех боссов.

## Отзывы и критика
| Сводный рейтинг    | Сводный рейтинг |
| Агрегатор          | Оценка          |
| ------------------ | --------------- |
| GameRankings       | 69,69 %         |
| Metacritic         | 73/100          |
| Иноязычные издания |                 |
| Издание            | Оценка          |
| AllGame            | [ 3 ]           |
| Edge               | 7/10            |
| EGM                | 6,17/10         |
| Famitsu            | 30/40           |
| GameFan            | 88 %            |
| Game Informer      | 7/10            |
| GamePro            | [ 9 ]           |
| GameRevolution     | C+              |
| GameSpot           | 7,8/10          |
| IGN                | 8,8/10          |

Dreamcast версия игры получила среднюю оценку, согласно сайту Metacritic. В Японии игровое издание журнала Famitsu присудило игре 30 из 40 очков. Игровой журнал Game Informer также дал игре среднюю оценку.